# Giallo rapido AB
Il Giallo rapido AB è un azocomposto. Fu catalogato dall'Unione europea come additivo alimentare con la sigla E105 ed era comunemente usato come colorante giallo, prima di essere proibito nel 1977, sia dall'Europa stessa che dagli Stati Uniti, a causa della dimostrata tossicità: l'assunzione da parte di persone asmatiche è dannosa.